# الکساندر شاپارنکو
الکساندر شاپارنکو (انگلیسی: Aleksandr Shaparenko؛ زادهٔ ۱۶ فوریهٔ ۱۹۴۶) قایقران کانو اوکراینی‌تبار اهل شوروی بود.